# アリソン・シャンクス
アリソン・シャンクス（Alison Shanks、1982年12月13日 - ）は、ニュージーランド、ダニーデン出身の女子自転車競技（トラックレース&ロードレース）選手。

## 経歴
オタゴ大学卒業（商学士（マーケティング専攻）、理学士（栄養学専攻））。
2005年から自転車競技に参加
2006年
- ニュージーランド選手権
- 個人タイムトライアル(ITT) 優勝

2007年
- 国内選手権
  - 個人ロード & ITT 優勝

2008年
- 北京オリンピック・個人追抜 4位

2009年
- 世界選手権・個人追抜 優勝
- 世界選手権・団体追抜 2位
- UCIトラックワールドカップ2008-2009
  - 北京大会 個人追抜 & 団体追抜 優勝

2010年
- UCIトラックワールドカップ2009-2010
  - 北京大会 個人追抜 優勝
- ニュージーランド選手権 
  - 500mTT & チームスプリント 優勝
- コモンウェルスゲームズ 個人追抜 優勝
- 世界選手権・団体追抜 3位

2011年
- 世界選手権
  - 個人追抜 2位
  - 団体追抜 3位
- UCIトラックワールドカップ2011-2012
  - カリ大会 個人追抜 優勝

2012年
- 世界選手権・個人追抜 優勝
- ロンドン五輪・女子団体追抜 5位